# Dysmilichia namibiae
Dysmilichia namibiae is een vlinder uit de familie uilen (Noctuidae). De wetenschappelijke naam van deze soort is voor het eerst geldig gepubliceerd in 2007 door Hacker.
De soort komt voor in tropisch Afrika.